# Månekage
Månekage er en kinesisk konfekt, som spises ved efterårsfestival eller på andre årstider. Den er rund eller firkantet med 10 cm i diameter og 3-4 cm tyk. Den har en skorpe på 2-3 mm og kan indeholde saltet andeæggeblomme. Månekagen er tung og massiv sammenlignet med vestlige kager og wienerbrød. Den skæres i stykker, mens man drikker kinesisk te.
- Wikimedia Commons har flere filer relateret til Månekage

| Mad og drikke | Spire Denne artikel om mad og drikke er en spire som bør udbygges. Du er velkommen til at hjælpe Wikipedia ved at udvide den. |